# Campionato mondiale di scherma 2000
Il Campionato mondiale di scherma del 2000 si è svolto a Budapest in Ungheria. Si disputarono solo le competizioni femminili di sciabola, in quanto gare non comprese nel programma olimpico di Sydney 2000. Le gare hanno avuto luogo tra il 30 giugno e il 2 luglio 2000.

## Donne
| Evento                          | Oro                                                         | Argento                                                           | Bronzo                                                                   |
| Sciabola                        |                                                             |                                                                   |                                                                          |
| Sciabola individuale (dettagli) | Elena Zhemaeva                                              | Ilaria Bianco                                                     | Sandra Benad Anne-Lise Touya                                             |
| Sciabola a squadre (dettagli)   | Stati Uniti Christine Becker Nicole Mustilli Mariel Zagunis | Italia Ilaria Bianco Gioia Marzocca Alessia Tognolli Anna Ferraro | Francia Anne-Lise Touya Cécile Argiolas Ève Pouteil-Noble Magali Carrier |

## Medagliere
| Posizione | Nazione     |   |   |   | Totale |
| --------- | ----------- | - | - | - | ------ |
| 1         | Azerbaigian | 1 | 0 | 0 | 1      |
| 1         | Stati Uniti | 1 | 0 | 0 | 1      |
| 3         | Italia      | 0 | 2 | 0 | 2      |
| 4         | Francia     | 0 | 0 | 2 | 2      |
| 5         | Germania    | 0 | 0 | 1 | 1      |
| Totale    | Totale      | 2 | 2 | 3 | 7      |